# HLA-A

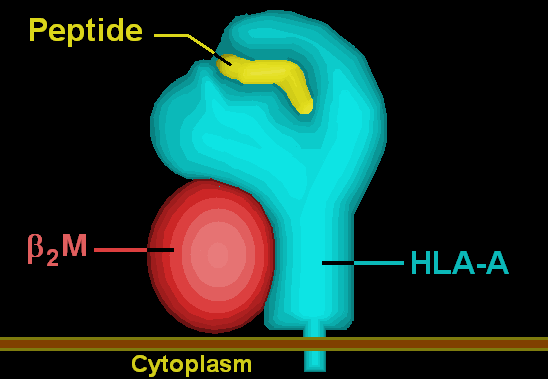
HLA-A의 묘사

HLA-A는 인간 염색체 6p21.3에 위치한 HLA-A 유전자자리에 의해 암호화되는 인간 백혈구 항원(HLA) 그룹이다. HLA는 인간에게 특이적인 주조직 적합성 복합체(MHC) 항원이다. HLA-A는 인간 MHC 클래스 I 막횡단 단백질의 세 가지 주요 유형 중 하나이다. 나머지는 HLA-B와 HLA-C이다. 단백질은 이종이량체이며 무거운 α 사슬과 더 작은 β 사슬로 구성된다. α 사슬은 변이형 HLA-A 유전자에 의해 암호화되며, β 사슬(β2-마이크로글로불린)은 불변 β2 마이크로글로불린 분자이다. β2 마이크로글로불린 단백질은 인간의 염색체 15q21.1에 위치한 B2M 유전자에 의해 암호화된다.
HLA-A와 같은 MHC 클래스 I 분자는 면역 체계에 짧은 폴리펩티드를 제공하는 과정에 참여한다. 이 폴리펩타이드는 일반적으로 길이가 7~11개 아미노산이며 세포에서 발현되는 단백질에서 유래한다. HLA 단백질에 의해 발현될 수 있는 폴리펩티드에는 두 종류가 있다: 세포에 의해 발현되는 것으로 추정되는 것(자기)과 외래 유래의 것(비-자기). 정상적인 조건에서 일반적으로 혈액 내에서 신체를 순찰하는 세포 독성 T 세포는 복합체에 의해 제시된 펩타이드를 "읽는다". T 세포가 제대로 기능한다면 비자기 펩타이드에만 결합한다. 결합이 발생하면 일련의 사건이 시작되어 세포 사멸을 통한 세포 사멸로 이어진다. 이러한 방식으로 인체는 바이러스에 감염된 세포나 발현되어서는 안 되는 단백질(예: 암세포)을 제거한다.
대부분의 포유류 개체군과 마찬가지로 인간의 경우 MHC 클래스 I 분자는 기본 구조가 매우 다양하며 HLA-A는 인간에서 가장 빠르게 진화하는 코딩 서열을 가진 유전자 중 하나이다. 2022년 3월 현재, 4,305개의 활성 단백질과 375개의 널(null) 단백질을 코딩하는 7,452개의 알려진 HLA-A 대립유전자가 있다. MHC 클래스 I의 이러한 수준의 변이는 기증자와 숙주 사이의 무작위 이식이 발생할 가능성이 낮기 때문에 이식 거부의 주요 원인이다. HLA-A, B 또는 C 항원이 일치하는지 확인한다. 진화생물학자들은 또한 HLA의 광범위한 변이가 상충되는 병원성 압력 사이의 균형 작용의 결과라고 믿는다. HLA의 다양성이 높을수록 특정 개인이 각 병원체에 대해 높은 내성을 갖기 때문에 전체 인구가 단일 병원체에 의해 전멸될 가능성이 줄어든다.

## HLA-A 유전자
HLA-A 유전자는 6번 염색체의 단완에 위치하며 HLA-A의 더 큰 α-사슬 구성 요소를 암호화한다. HLA-A α-사슬의 변형은 HLA 기능의 핵심이다. 이러한 변이는 인구 집단의 유전적 다양성을 촉진한다. 각 HLA는 특정 구조의 펩타이드에 대해 서로 다른 친화성을 갖기 때문에 HLA의 종류가 다양하다는 것은 더 다양한 항원이 세포 표면에 '제시'될 수 있다는 것을 의미하며, 이는 집단의 하위 집합이 주어진 구조에 저항할 가능성을 높인다. 외국 침략자. 이는 단일 병원체가 전체 인류를 멸절시킬 수 있는 가능성을 감소시킨다.
각 개인은 부모로부터 하나씩 최대 두 가지 유형의 HLA-A를 발현할 수 있다. 일부 개인은 양쪽 부모로부터 동일한 HLA-A를 물려받아 개별 HLA 다양성이 감소한다. 그러나 대부분의 개인은 두 개의 서로 다른 HLA-A 사본을 받게 된다. 모든 HLA 그룹에 대해 이와 동일한 패턴이 따르다. 즉, 모든 개인은 알려진 2432개의 HLA-A 대립유전자 중 하나 또는 두 개만 발현할 수 있다.